# Jimmy Gressier
Jimmy Gressier (Boulogne-sur-Mer, 4 de mayo de 1997) es un deportista francés que compite en atletismo, especialista en las carreras de fondo y de campo a través.
Ganó dos medallas de oro en el Campeonato Europeo de Atletismo en Ruta de 2025 y dos medallas en el Campeonato Europeo de Campo a Través de 2021.

## Palmarés internacional
| Campeonato Europeo en Ruta | Campeonato Europeo en Ruta | Campeonato Europeo en Ruta | Campeonato Europeo en Ruta |
| Año                        | Lugar                      | Medalla                    | Prueba                     |
| -------------------------- | -------------------------- | -------------------------- | -------------------------- |
| 2025                       | Bruselas/Lovaina (Bélgica) | Medalla de oro             | Media maratón              |
| 2025                       | Bruselas/Lovaina (Bélgica) | Medalla de oro             | Media maratón por equipo   |

| Campeonato Europeo | Campeonato Europeo | Campeonato Europeo | Campeonato Europeo |
| Año                | Lugar              | Medalla            | Prueba             |
| ------------------ | ------------------ | ------------------ | ------------------ |
| 2021               | Dublín (Irlanda)   | Medalla de oro     | Equipo             |
| 2021               | Dublín (Irlanda)   | Medalla de bronce  | Individual         |